# Sinfonía en re mayor, KV 97 (Mozart)

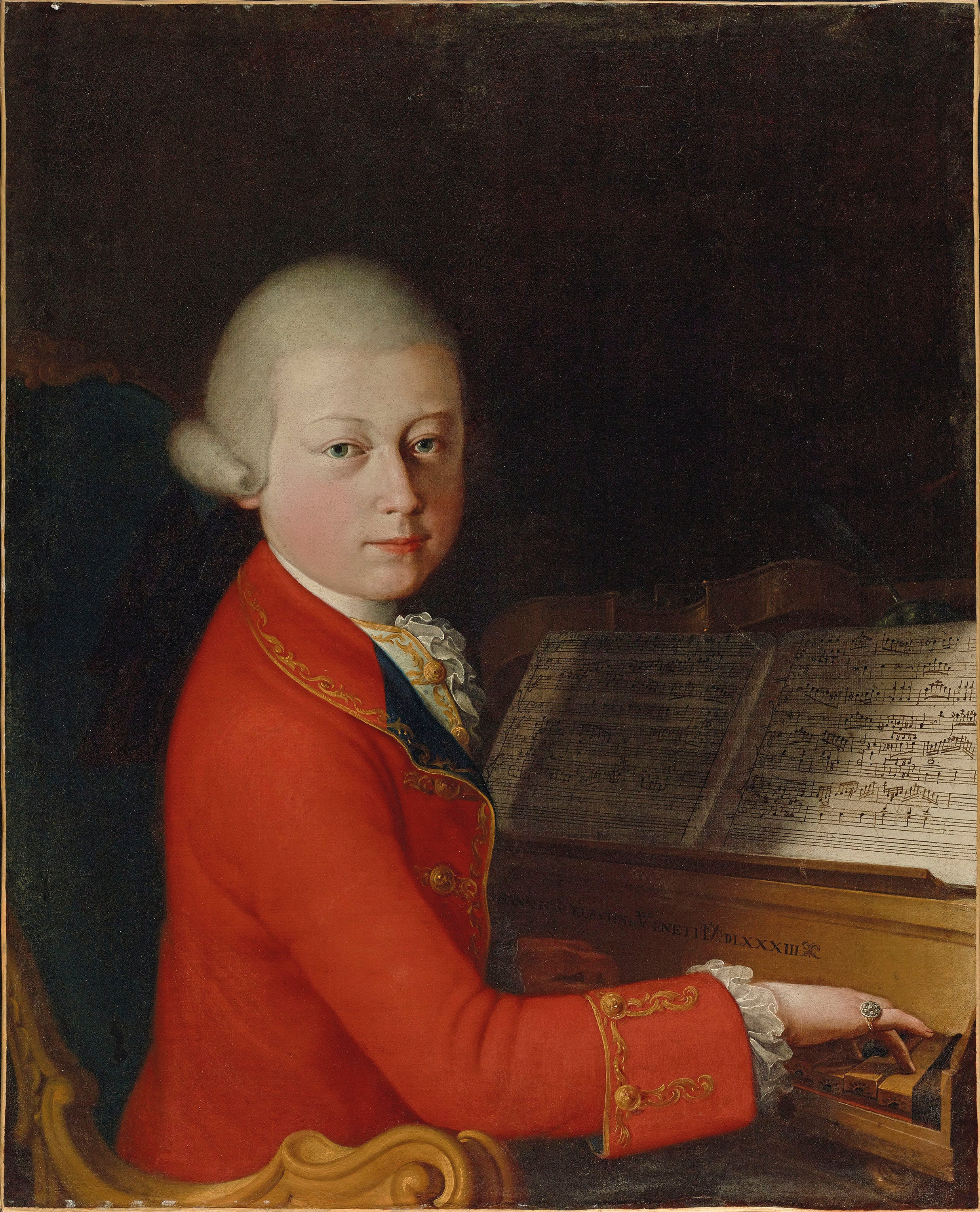
Mozart en 1770.

La Sinfonía n.º 47 en re mayor, K. 97/73m probablemente fue compuesta por Wolfgang Amadeus Mozart en 1770, cuando el compositor tenía catorce años.

## Historia

### Contexto

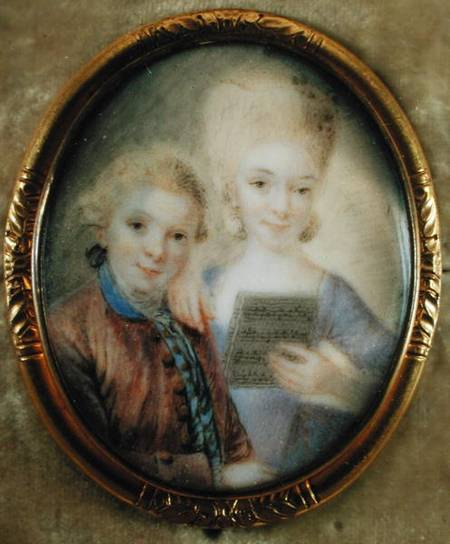
Wolfgang y Nannerl hacia 1763.

La carrera de Mozart como sinfonista había empezado en Londres durante el gran viaje de la familia Mozart por Europa entre junio de 1763 y noviembre de 1766. El padre Leopold Mozart planeó la gira para exhibir a sus prodigiosos hijos, Wolfgang y Nannerl en las principales cortes europeas. En ese tiempo Wolfgang compuso sus primeras obras del género, que tenían una deuda sustancial con las sinfonías de estilo galante italianizante en tres movimientos de Carl Friedrich Abel y Johann Christian Bach; también escuchó las sinfonías de compositores relevantes como Thomas Arne, William Boyce y Giuseppe Sammartini. Posteriormente Leopold y sus hijos pasaron en Viena varios meses de 1768 durante los cuales el joven maestro hizo un esfuerzo consciente por adaptar su estilo sinfónico a los gustos del público vienés, adoptando entre otras cosas la estructura en cuatro movimientos. Una afortunada consecuencia de los largos viajes del compositor en ciernes fue el contacto que le proporcionaron con una generosa muestra representativa de las tradiciones musicales europeas: alemana, británica, francesa e italiana.
El joven compositor y su padre realizaron tres viajes a Italia entre diciembre de 1769 y en mayo de 1773. En este periodo alternó sus visitas con estancias en Salzburgo durante las cuales creó la ópera Mitrídates, rey de Ponto, así como varias sinfonías con apreciable influencia del gusto italiano por la ópera bufa. En 1772 y 1773 el maestro austríaco vivió una etapa de entusiasmo por la escritura sinfónica, produciendo cada año siete nuevas sinfonías (n.º 15 - n.º 27). Después redujo su actividad en este campo y en los dos años siguientes sólo aparecieron tres nuevas piezas del género (n.º 28, 29 y 30). En 1778 realizó un largo y nefasto viaje a Mannheim y a París, durante el cual falleció su madre y su única producción relevante fue la Sinfonía n.º 31 "París". En enero de 1779 regresó a su ciudad natal donde creó otras tres sinfonías (n.º 32, 33 y 34) con las que cierra su etapa en Salzburgo. El casi cuarto de siglo que separa su primera sinfonía de la última -la n.º 41- estuvo marcado por el interés recurrente, si no continuo, del compositor por las posibilidades inherentes a esta forma. Al examinar la cronología de las obras de Mozart, se observa que la composición de sus sinfonías tiende a producirse en grupos espaciados irregularmente, de hasta nueve o diez ejemplos seguidos, en lugar de regular o aisladamente. Lo que esto podría sugerir, al margen de cualquier motivación económica, es que empleó estos periodos específicamente para resolver los problemas y retos de la forma sinfónica.

### Composición
La composición de esta obra, si realmente se trata de una obra del joven Mozart, pudo desarrollarse en abril de 1770 en Roma. A pesar de su numeración se trata de una de las sinfonías tempranas del maestro austríaco, ya que fue una de las que se descubrieron después de que se elaborara la lista "oficial" de 41 sinfonías. Al parecer la tonalidad de re mayor es común a un grupo de sinfonías escritas en esa misma ciudad. Dicha tonalidad facilitó el uso de trompetas para evocar el estilo de las óperas bufas italianas más populares.

### Autoría
La autenticidad de la autoría de las cuatro sinfonías en re mayor escritas durante el primer viaje a Italia (KV 81, KV 84, KV 95 y KV 97) es dudosa ya que no se ha conservado la partitura autógrafa. El compositor escribió a su hermana una carta fechada el 25 de abril de 1770 en la que mencionó dos sinfonías (KV 95 y KV 97). Alfred Einstein, en su revisión del catálogo Köchel, afirma que las sinfonías citadas en la carta podrían ser "sinfonías gemelas" debido a sus similitudes estilísticas y estructurales. Pero una nube de interrogantes rodea sus orígenes, puesto que no han sobrevivido las partituras autógrafas de ninguna de las dos obras.Algunos libros de referencia musical cuestionan la autenticidad de la obra; Neal Zaslaw, estudioso de Mozart, afirma que no se ha investigado suficientemente el origen de la sinfonía. En general, se acepta que la obra fue escrita en Roma, en abril de 1770, por un Mozart de 14 años. Pero Zaslaw ha señalado que no existe ninguna fuente fiable que apoye esta afirmación. Además, no se ha encontrado ninguna partitura autógrafa. A pesar de todo, la música comparte muchas similitudes estilísticas con las primeras composiciones de Mozart, por lo que, al final, el peso de las pruebas parece apoyar la opinión de que fue escrita por el joven Mozart. Sea cual sea su origen, la sinfonía contiene mucha música valiosa. Por otra parte, en la actualidad no se sabe con certeza si las sinfonías KV 95 y KV 97 habían sido concebidas en un primer momento como obras en cuatro movimientos o si por el contrario los minuetos fueron añadidos posteriormente en la sexta edición del catálogo Köchel. La autenticidad es más clara para otras dos sinfonías en re mayor (KV 81 y KV 84), al parecer compuestas por Mozart en su primer viaje a Italia. 
Bernhard Paumgartner atribuyó la sinfonía a Wolfgang afirmando que esas cuatro sinfonías italianas eran muy similares entre sí, por lo que era realmente probable que todas ellas fueran obra de un mismo compositor, siendo además características de las sinfonías compuestas por Mozart en Italia. Así, consideraron que era muy probable que todas ellas fueran originales de Mozart.
Wolfgang Gersthofer, tomando como base otras obras escritas en este periodo de tiempo atribuidas a Mozart y sobre cuya autoría no hay dudas, considera que fueron «muy probablemenete» escritas por Mozart las sinfonías KV 81, KV 84, KV 95 y KV 97.

### Estreno y publicación
No se sabe con certeza la fecha y el lugar en que se celebró el estreno de la sinfonía.
La primera edición fue llevada a cabo en 1881 por el editor Carl Reinecke para la casa Breitkopf & Härtel en Leipzig, que publicó bajo la denominación Wolfgang Amadeus Mozarts Werke, Serie XXIV: Supplemente, Bd.1, No.7, tanto las partes como la partitura completa.
La Alte Mozart-Ausgabe (Antigua Edición de Mozart), que publicó la primera edición completa de las obras musicales de Mozart entre 1879 y 1882, estableció la secuencia numerada del 1 al 41 para la producción sinfónica del maestro austríaco. Algunas piezas, como la Sinfonía en fa mayor, K. 76, fueron publicadas en suplementos de la Alte-Mozart Ausgabe hasta 1910. Las sinfonías no numeradas en aquel momento han recibido posteriormente números que van del 42 al 56, incluso aunque fueran escritas por Mozart con anterioridad a la Sinfonía n.º 41 de 1788. Conforme a este esquema de numeración la Sinfonía K. 97 recibiría el número 47.

## Instrumentación
La partitura está escrita para una orquesta formada por:
- Viento madera: 2 oboes y 1 [fagot].
- Viento metal: 2 trompas en re y 2 trompetas en re.
- Percusión: timbales en re y la.
- Teclado: [clavecín].
- Cuerda: una sección de cuerdas con 2 violines (primero y segundo), viola, violonchelo y contrabajo.

Las trompetas y los timbales permanecen en silencio durante el segundo movimiento, así como en el trío del minueto. En las orquestas de aquella época era una práctica común emplear el fagot y el clavecín, si estaban presentes en la orquesta, para reforzar la línea del bajo doblando a los violonchelos y los contrabajos o bien como continuo, incluso sin notación separada.

## Estructura y análisis
La sinfonía consta de cuatro movimientos:
- I. Allegro, en re mayor 4
4
- II. Andante, en sol mayor 3
4
- III. Menuetto, en re mayor – Trio, en sol mayor 3
4
- IV. Presto, en re mayor 3
8

La interpretación de esta obra dura aproximadamente entre 10 y 15 minutos. A semejanza de otras sinfonías escritas en 1770, resulta evidente que fue escrita para el gusto del público italiano. Esta enérgica sinfonía emplea efectos virtuosísticos desarrollados en la célebre orquesta de Mannheim, tales como las trepidantes escalas en las cuerdas, que se contraponen a la idea básica del movimiento inicial. Esta influencia coexiste con elementos que eran populares en las óperas bufas italianas de la época. Abert escribe con respecto a las Sinfonías K. 74, 84, 95 y 97 lo siguiente:

«Pero el estilo también es abiertamente italiano: los temas principales, que por cierto son sorprendentemente similares y por lo tanto ya apuntan a una fecha común de composición, recuerdan a Sammartini y sus camaradas con su estilo ligeramente aromatizado y algo parco, al igual que los temas secundarios de corta respiración, que apuntan a la antigua instrumentación en trío. Pero, sobre todo, estos movimientos están dominados por una locuacidad genuinamente italianizante que se deleita en incesantes repeticiones de pensamiento y está más preocupada por el esplendor y la elegancia impresionantes que por la profundidad. Lo más fugaz (...) son las realizaciones (...). Las (...) recapitulaciones se abstienen de toda alteración, al igual que se prohíben todas las artes interpretativas de carácter temático, contrapuntístico o variante.»

### I.Allegro
El primer movimiento, Allegro, está escrito en la tonalidad de re mayor, en compás de 4/4 y sigue la forma sonata. El movimiento de apertura responde al estilo de una obertura italiana sin secciones repetidas. No tiene una melodía definida, sino que según Zaslaw es más bien una especie de "ensayo de ruidos orquestales" de carácter grandioso. Se abre con unas figuras a modo de fanfarria, consistentes en potentes acordes en forte que se alternan con corcheas escalonadas en piano, similares a las que encontramos en K. 74 y K. 95. El siguiente pasaje se caracteriza por el trémolo y desemboca en el segundo tema (o más bien motivo) a través de la doble dominante de mi mayor. El segundo tema (compases 20-25) está en la dominante de la mayor, en piano y se basa en una breve frase en terceras de los violines. El grupo final hasta el compás 37 contiene muchos trémolos y presenta una alternancia armónica entre la tónica y la dominante. Carece de desarrollo, ya que no se desarrolla el material de la primera parte del movimiento. Una sección de transición (compases 38-58) se inicia de manera sorprendente después de un silencio que abarca tres pulsos del compás con la nota do al unísono sostenido y enfatizado. La sección de los compases 39-52 se flexibiliza rítmicamente mediante síncopas en el segundo violín y recorre la subdominante de sol mayor, seguida de mi menor y si menor. A partir del compás 59 una sección de trémolo anuncia la recapitulación, cuya estructura es muy similar a la de la exposición.

### II.Andante
El segundo movimiento, Andante, está en sol mayor y en compás de 3/4. Las trompetas y los timbales permanecen en silencio durante el movimiento lento. El primer tema se articula en cuatro compases y se basa en una figura que se mueve en terceras en los dos violines. Tras una breve transición en los compases 5 y 6, llega el segundo tema, también estructurado en cuatro compases, que se caracteriza por tresillos de semicorchea en staccato en los violines. La exposición termina en el compás 14 en la dominante de re mayor. Una breve "sección de desarrollo" (compases 15-22) transporta el motivo principal del primer tema a sol, mi, la y re mayor. Los compases 19 a 22 contienen un nuevo motivo de continuación y anuncian la recapitulación que comienza en el compás 23. Todo el movimiento presenta una estructura casi minimalista y genera una atmósfera calmada y serena. Neal Zaslaw atribuye al movimiento una "atractiva ingenuidad aparente".

### III.Menuetto–Trio
El tercer movimiento, Menuetto – Trio, está en re mayor que en el trío pasa a sol mayor y en compás de 3/4. El minueto es de carácter pomposo y en él predomina el forte. Se abre con una típica tríada ascendente al unísono a modo de fanfarria y está basado en melodías acordales que alternan entre la tónica y la dominante. El trío, en sol mayor, se construye sobre un motivo de dos compases. Contrasta de forma significativa con el minueto por su orquestación sólo para cuerdas, así como por la abrupta alternancia de acentos y breves interludios en forte. Es similar en color tonal al segundo movimiento.

### IV.Presto
El cuarto y último movimiento, Presto, retoma la tonalidad inicial y el compás de 3/8. El Finale arranca con una secuencia de acordes en la tónica y la dominante al estilo de una fanfarria, seguida de siete compases de corcheas en staccato en los violines. Este "primer tema" se repite antes de que, en el compás 25, se inicie una sección de transición dominada por el trémolo que conduce al segundo tema. A partir del compás 40 el segundo tema, en la mayor, se articula a la manera de una canción y se repite en modo menor. Neal Zaslaw señala las similitudes que presenta con el motivo principal del primer movimiento de la Sinfonía n.º 7 de Beethoven:

«La anticipación de un pasaje del primer movimiento de la Sinfonía n.º 7 de Beethoven es espectral, no sólo por el tema, sino también por su repetición igualmente inmediata en una tonalidad menor. Beethoven no podía conocer esta obra inédita. Así que debemos creer en una asombrosa coincidencia o suponer que ambas se inspiraron en una obra de un tercer autor desconocido para nosotros.»

El grupo final (compases 57-71) vuelve a caracterizarse por la melodía acordal y el trémolo. La exposición no se repite. Al igual que en el movimiento inicial, en lugar de sección de desarrollo hay una sección de transición con nuevos motivos. Destaca un pedal en la de la trompa entre los compases 72 y 86. Las consabidas secuencias de acordes y trémolos prevalecen hasta el inicio de la recapitulación en el compás 101. Una breve coda (compases 170-173) de melodía triádica cierra la pieza en forma de giga.